# جبال تانغرا
جبال تانغرا هي سلسلة جبال تقع في جزيرة ليفينغستون في جزر جنوب شيتلاند بالقارة القطبية الجنوبية، سميت بتانغرا على اسم أحد الألهة البلغارية القديمة.